# James Crafts
James Mason Crafts (Boston, 8 de março de 1839 — Ridgefield, 20 de junho de 1917) foi um químico norte-americano, mais conhecido por desenvolver as reações de alquilação e acilação de Friedel-Crafts com Charles Friedel em 1876.